# アイドルハイスクール 芸能女学館
『アイドルハイスクール 芸能女学館』（アイドルハイスクール げいのうじょがくかん）は、1998年4月16日から1999年3月30日までフジテレビで放送されていたバラエティ番組である。
1998年4月16日から9月24日までは木曜深夜25:10から、同年10月13日から最終回までは『芸能女学館 第2学期』として火曜深夜25:20から、それぞれ30分枠で放映された。
フジテレビと十数社のプロダクションが手を組んで本格的にアイドル養成をめざした。

## 主な生徒
- 出席番号1番 松田一沙
- 出席番号2番 三浦絵理子
- 出席番号3番 橋本真実
- 出席番号4番 国仲涼子
- 出席番号5番 沖弥生
- 出席番号6番 園原ゆかり
- 出席番号7番 村田洋子
- 出席番号8番 葉山恵里
- 出席番号9番 平岡雅子
- 出席番号10番 佐藤千寿子
- 出席番号11番 山田愛子
- 出席番号12番 安田良子
- 出席番号13番 折田みゆき
- 出席番号14番 八木沼真由子
- 出席番号15番 坂内佑理子
- 出席番号16番 渡辺真里子
- 出席番号17番 坂本三佳
- 出席番号18番 松藤裕子
- 出席番号19番 遠藤まみ
- 出席番号20番 光富梨津子
- 出席番号21番 菅原禄弥

## MISSION誕生
1998年6月に番組内でオーディションなどを経て、グループ結成を発表。「トップアイドルを目指して（作戦を成功させる）」という意味でMISSIONと命名。メンバーは沖弥生、橋本真実、三浦絵理子、折田みゆき、佐藤千寿子の5人である。

## 1学期と2学期の変更点
1学期（1998年4月16日 - 9月24日）ではキャイ〜ンが司会を務め、天野は司会、ウドは謎の留学生・ウド子として出演。
2学期（1998年10月13日 - 1999年3月30日）は司会が山本シュウに変わり、1学期のメンバーだった園原ゆかり、坂内佑理子、渡辺真里子の3人が卒業。新たに坂本三佳、松藤裕子、光富梨津子、菅原禄弥（1999年1月から）らが加入した。

## 主なコーナー
- 「美味しそうな食卓」
- 「自分プロフィール」
- 「MISSION A GOGO」
- 「Virgin -D-」
- 「I'm here」
- 「真冬の体力測定」
- 「抜き打ち○○チェック」（写真・持ち物）

## 学園祭
1998年11月11日に六本木ヴェルファーレにて「第1回芸能女学館学園祭」を開催。
出演者を3グループに分けて出し物を行った。なお、遠藤まみは不参加。
それぞれの出し物は以下の通り。
- 村田洋子・国仲涼子・安田良子・山田愛子の「チーム赤ん坊」による「キッチンミュージック ディズニーメドレー」
- 八木沼真由子・松藤裕子・松田一沙・光富梨津子・坂本三佳・葉山恵里による「ヒップホップダンスショー」
- MISSIONの5人によるマジックショー「Show×ヒゲ Show×ヒゲ」

フィナーレではDA PUMPを迎えて学園生全員による『MAMA,I WANT TO SING』の合唱。
※この模様はメイキング等を含めて1998年11月22日の16時から『芸能女学館スペシャル 密着 オトメの方程式』で放送された。またこの回の放映で「（1999年2月に）第2回学園祭を開催します」と発表があったものの、実施されなかった。

## スタッフ
- ナレーター：堀内賢雄
- ゼネラルプロデューサー：石田弘
- 企画協力：平哲夫
- 構成：野中浩之、中村健太郎
- 美術プロデューサー：小須田和彦
- セットデザイン：桐山三千代
- 美術進行：西村貴則
- 大道具：杉本孝宏
- 装飾：門間誠
- 衣裳：山口亜希
- アクリル装飾：熊谷好恵
- アートフレーム：石井智之
- スタイリスト：角田今日子
- メイク：大古知金吾
- オープニングアニメーション：KAORUKO
- タイトル：佐々木千代乃
- 技術：高田治
- カメラ：澤田浩
- 映像：斉藤雄一
- 音声：本間祥吾
- 照明：江川斉
- 音響効果：北澤亨
- 編集：清野和敬
- MA：篠原正宏
- TK：松下絵里
- 広報：小出和人
- プロダクションコーディネイト：吉本晴弘
- ディレクター：秋野夏生、笠井昌章（現：笠井雅旭）、山地孝英、井上幹夫、冨岡健一
- プロデューサー：小西康弘（第1期）、石井正幸（第2期）橋本忍(TVMAX)
- 技術協力：ニユーテレス、FLT、プログレッソ、メディアハウス、パッチワーク
- 制作協力：TV MAX
- 制作：フジテレビ第二制作部
- 制作著作：フジテレビ

## リリース物
写真集
- アイドルハイスクール 芸能女学館 PHOTO BIBLE（1998年9月4日、扶桑社、撮影：山岸伸、監修：アイドルハイスクール・プロジェクト）ISBN 978-4-594-02560-1

ビデオ
- アイドルハイスクール 芸能女学館 VIDEO BIBLE（1998年9月18日、ポニーキャニオン、PCVG-50541）

## 司会
- キャイ〜ン（1998年4月16日 - 9月24日）
- 山本シュウ（1998年10月13日 - 1999年3月30日）

## エンディングテーマ
- 「Begin」北野井子

### 同種の番組
- 平成女学園（テレビ東京）
- なるほど!ハイスクール（日本テレビ）

| フジテレビ 木曜25:10 - 25:40枠                                 | フジテレビ 木曜25:10 - 25:40枠                      | フジテレビ 木曜25:10 - 25:40枠                                                         |
| 前番組                                                         | 番組名                                              | 次番組                                                                                 |
| -------------------------------------------------------------- | --------------------------------------------------- | -------------------------------------------------------------------------------------- |
| SRS ※30分繰下げ                                                | アイドルハイスクール 芸能女学館 （1998年4月 - 9月） | インタラティブアニメラ ドルヤ （月〜木25:10 - 25:20）SRS （25:20 - 25:50） ※20分繰上げ |
| フジテレビ 火曜25:20 - 25:50枠                                 |                                                     |                                                                                        |
| サッカー小僧2 （25:10 - 25:40）ブレイクもの! （25:40 - 26:10） | 芸能女学館 第2学期 （1998年10月 - 1999年3月）       | シザーズリーグ                                                                         |